# ケニア土地自由軍
ケニア土地自由軍（けにあ とちじゆうぐん、Kenya Land and Freedom Army, KLFA）は、ケニアの秘密結社。イギリス植民地期（ケニア植民地）に活動し最盛期には20万人が所属していた。「マウマウ団」はこの結社に対するイギリス側の呼称である。
キクユ族の貧農を中心に一般の都市労働者や労働組合員によって構成されイギリス植民地支配下のケニアの独立および民族解放を目指した。1952年からマウマウ団の乱と呼ばれる白人入植者と親植民地派のケニア人に対するゲリラ闘争を行なったが、1959年までに鎮圧され指導者デダン・キマジ・ワキウリ（キクユ語: Dedan Kimathi Waciuri）の死によって終結した。この反乱によってケニアは1963年の独立へとつながっていったが、政権を握ったのは皆、親植民地派の流れをくむケニア人だったため解放闘争の担い手と承認されず、元闘士も一貫して冷遇された。植民地政府によるケニア土地自由軍の非合法化も独立後もいっこうに解除されなかったが、2002年に誕生したムワイ・キバキ政権は、ケニア土地自由軍を積極的に評価し合法化した。

## 関連作品
- マイナウ・キニャティ 編著 楠瀬桂子 砂野幸稔 峯陽一 訳『マウマウ戦争の真実 埋れたケニア独立史』第三書館 1992年7月 ISBN 978-4807492183